# Power Pack (film)
Power Pack è un film per la televisione scritto da Jason Brett e diretto da Rick Bennett e basato sull'omonimo fumetto della Marvel Comics. Il film fu trasmesso dalla rete televisiva americana NBC e avrebbe dovuto essere l'episodio pilota di una possibile serie televisiva, ma alla fine il progetto fu abbandonato. Il film dura solo 27 minuti, quindi non può considerarsi un vero e proprio film ma solo, appunto, un episodio di un'eventuale serie televisiva mai trasmessa.

## Trama
Il film narra la storia della famiglia Power e dei loro figli alle prese con dei superpoteri, che li rendono strani dagli altri, appena trasferitasi in una nuova cittadina. I quattro ragazzi dovranno vedersela con i loro problemi nella scuola e fronteggiare lo spirito dello scienziato pazzo, "Dr. Mobius".